# Johanna Sjöberg
Johanna Sjöberg (Bromölla, 8 maart 1978) is een voormalig topzwemster uit Zweden, gespecialiseerd op de vlinder- en vrije slag, die haar internationale seniorendebuut maakte bij de wereldkampioenschappen langebaan (50 meter) in Rome (1994). 
In het Stadio del Nuoto van de Italiaanse hoofdstad strandde de pupil van trainer-coach Anders Bladh met de dertiende plaats op de 50 meter vrije slag in een tijd van 26,37. Haar eerste succes kwam drie jaar later, bij de Europese kampioenschappen langebaan (50 meter) in Sevilla, waar de sprintster als derde (bronzen medaille) eindigde op de 100 meter vlinderslag in een tijd van 1.00,07.
Haar eerste individuele titel won Sjöberg twee jaar later, bij de Europese kampioenschappen kortebaan (25 meter) in Lissabon, waar de hoogblonde zwemster de titel opeiste op de 100 meter vlinderslag (57,73). Succesvol was ze verder vooral met de Zweedse ploeg in estafetteverband, zowel op de korte- als op de langebaan. Sjöberg beëindigde haar loopbaan in 2002, na de Europese kampioenschappen langebaan in Berlijn.
Na haar comeback, bereikte ze in 2005 tijdens de EK kortebaan 2005 tot driemaal toe een finale. Zowel op de 50 meter vrije slag als de 100 meter vrije slag leverde haar niet meer op dan een achtste en daarmee laatste plaats op in de finale. Toch wist ze huiswaarts te keren met eremetaal, want op de 100 meter vlinderslag was ze goed voor de bronzen medaille.